# 薛康
薛康（1958年10月—2022年11月20日），籍贯辽宁义县，出生于吉林长春，汉族，中华人民共和国政治人物，中国民主促进会会员，东北师范大学副校长，教授，博士生导师。

## 生 平
1982年，毕业于东北师范大学物理系，获学士学位。1984年获硕士学位，后留校任教。1987年至1990年于兰州大学物理系学习，获博士学位。1990年至1993年南开大学数学研究所开展博士后研究。1990年晋升为副教授。1992年晋升为教授。
担任民进中央常委、吉林省委主委、长春市委主委。2008年1月当选吉林省政协副主席。2008年，当选第十一届全国政协委员，代表中国民主促进会，分入第九组。2018年1月，当选第十三届全国政协委员。